# Télégraphe (metropolitana di Parigi)
Télégraphe è una stazione della linea 11 della metropolitana di Parigi.

## La stazione
La stazione venne aperta nel 1935. A causa delle notevole profondità (venti metri) e del terreno instabile su cui è costruita, essa è dotata di un marciapiede centrale che separa i due binari.
La rue du télégraphe è l'antico cammino di ronda del parco dello château de Ménilmontant. Il nome proviene dall'invenzione di Claude Chappe, fisico francese (1763 a Brûlon - morto 1805 a Parigi). Egli installò il suo apparecchio, chiamato tachigrafo, in questo punto elevato 128 metri s.l.m..

## Interscambi
- Bus RATP - 60
- Noctilien - N12, N23